# Charles S. Wainwright
Charles Shiels Wainwright (31. december 1826 – 13. september 1907) var en grøntsagsfarmer i staten New York og en artilleriofficer i Unionshæren under den amerikanske borgerkrig. Han spillede en vigtig rolle i forsvaret af Cemetery Hill under slaget ved Gettysburg i juli 1863, hvor hans feltartilleri hjalp med til at slå et konfødereret angreb tilbage. Hans omfattende dagbog, som han skrev under borgerkrigen, betragtes som en af de bedste af sin slags fra borgerkrigen.

## Tidlige år
Wainwright blev født den 31. december 1826, i New York, som bror til den fremtidige læge og unionsgeneral William P. Wainwright. Som ung mand hjalp han til på sin fars 130 ha store gård, "The Meadows," i Hudson floddalen, som leverede grøntsager til markeder i byen. Han var en velstående landmand i 1860, da der blev holdt folketælling. Hans bopæl er angivet som Rhinebeck, New York.
Han efterlod sin gamle far og to søstre da han lod sig indrullere i hæren i det tidlige efterår i 1861 i en alder af 34. Hans dagbog blev påbegyndt den 1. oktober 1861.

## Borgerkrigen
Wainwright blev udnævnt til major i 1. New York Artilleri den 17. oktober 1861, og gjorde tjeneste krigen igennem som artilleriofficer i Army of the Potomac. Tidligt i sin karriere var han sekretær for en komite, der blev brugt til at si uegnede officerer fra. Han var til stede med sine kanoner i slaget ved Antietam og slaget ved Fredericksburg. Hans batterier støttede angrebet fra Pennsylvania Reserves mod de konfødereredes højre flanke i det sidste af slagene.
Wainwright var leder af artilleriet i 1. Korps i slaget ved Chancellorsville. Hans indsats i slaget blev rost af hærens øverste artillerichef, brigadegeneral Henry J. Hunt. Han ledede artilleribrigaden i 1. Korps i slaget ved Gettysburg. Under kampen om kontrollen over Cemetery Hill den 2. juli 1863 havde Wainwright kommandoen over alle kanonerne på den østlige del af bakken. Hans batterier bidrog i væsentlig grad til at slå det sene angreb fra Louisiana Tigers tilbage, og dagen efter duellerede de med konfødereret artilleri op til Pickett's Charge.
Da generalmajor George G. Meade reorganiserede Army of the Potomac i 1864, blev Wainwright leder af artilleriet i 5. Korps i stedet for Augustus P. Martin. Han fungerede på denne post indtil krigens slutning. Blandt hans mest vellykkede handlinger var det at bruge kanoner til at bryde det konfødererede angreb under Slaget ved North Anna. Han blev forfremme til midlertidig brigadegeneral den 1. august 1864.
Han var forfatter til: A Diary of Battle: The Personal Journals of Colonel Charles S. Wainwright, 1861 – 1865, som blev udgivet i 1962, længe efter hans død. Hans dagbog giver indblik i administrationen af artilleriet og dets anvendelse i kamp. Wainwrights bemærkninger om de militære ledere, som han gjorde tjeneste med er skarpe. Generalmajor Gouverneur K. Warren, som han forrettede tjeneste under i 6. Korps, og generalmajor Joseph Hooker får særligt negative omtaler.

## Aktiviteter efter krigen
Efter krigen boede Wainwright i Dutchess County, New York, i Europa og derefter i Washington, D.C.. Han var medlem af Metropolitan Club og Sons of the American Revolution. Wainwright ansøgte om pension den 28. november 1902. Hans adresse i Washington var dengang 1715 G Street North West.
Wainwright døde i Washington, D.C. den 13. september 1907, på George Washington University Hospital. Han blev begravet på Green-Wood Cemetery i Brooklyn. Wainwright døde ugift, og hans bror arvede hans dagbogsmanuskripter.